# 德川四天王
德川四天王，是指在建立江戸幕府過程立有卓著功績的四位德川家家臣，分別為酒井忠次、本多忠勝、榊原康政、井伊直政。類似的概念有加了12人的德川十六神將。
酒井忠次爲德川家於統一三河至統領五國期間的要臣，歷任旗本先手役與東三河旗頭。本多忠勝、榊原康政、井伊直政3人活躍於1590年德川氏移封關東至1600年的關原之戰期間、在關原之戰後，三人處理參戰大名有關事務等戰後工作，爲江戸幕府的建立奠定基礎，特指三人時，稱爲德川三人眾或德川三傑。
現在，德川四天王是知名度最高的德川家康家臣，在名古屋市的「三英傑隊列」等紀念家康的活動中少不了他們。

## 德川四天王

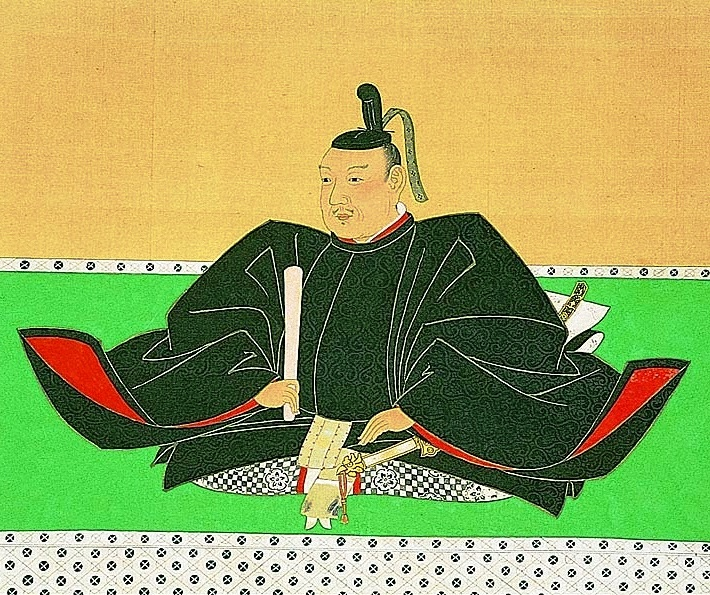
酒井忠次 （1527年 - 1596年）
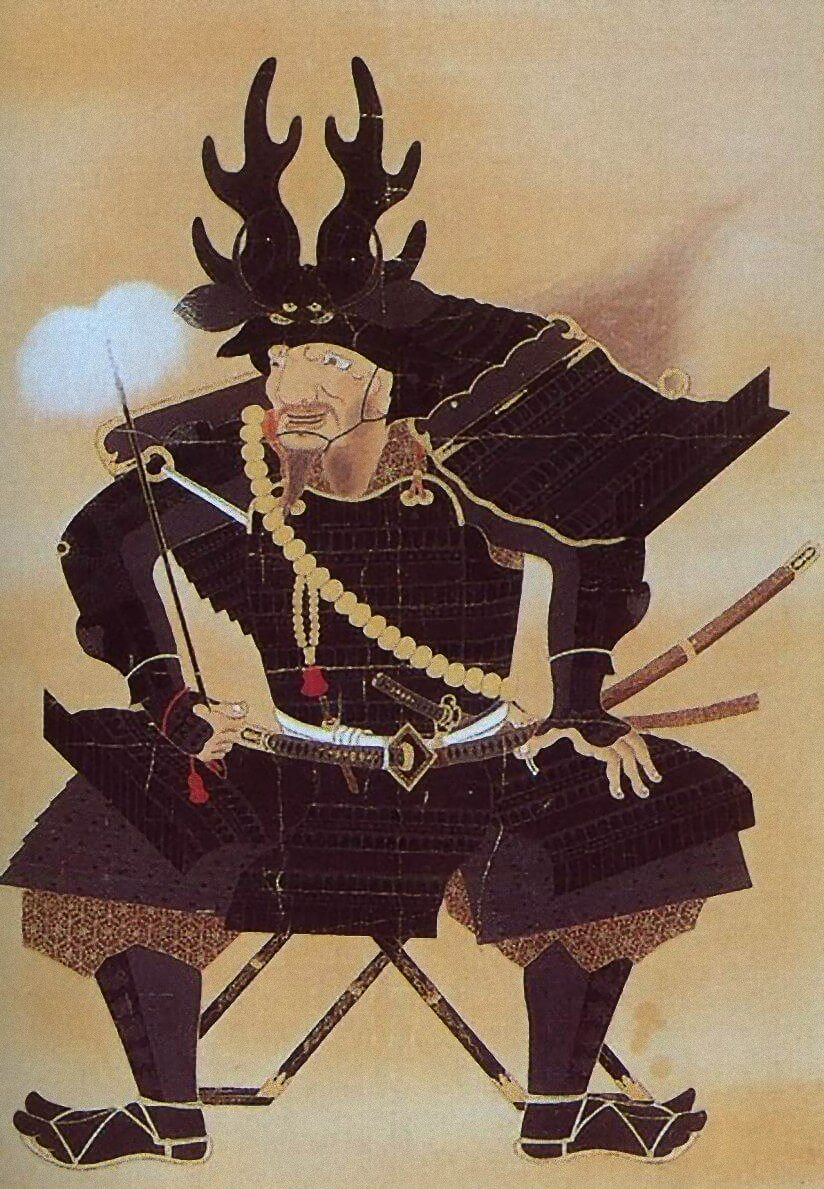
本多忠勝 （1548年 - 1610年）
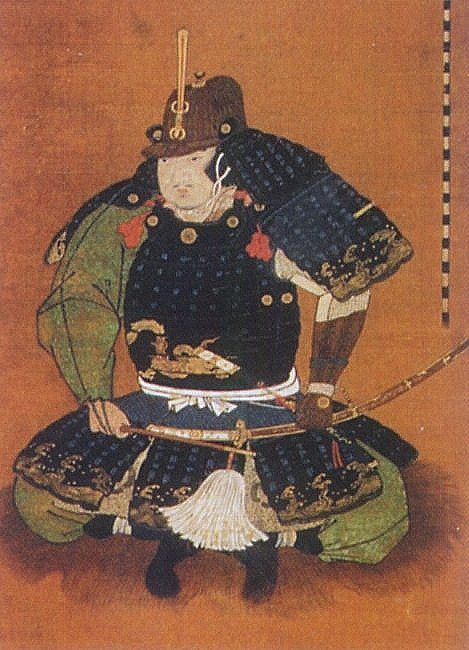
榊原康政 （1548年 - 1606年）
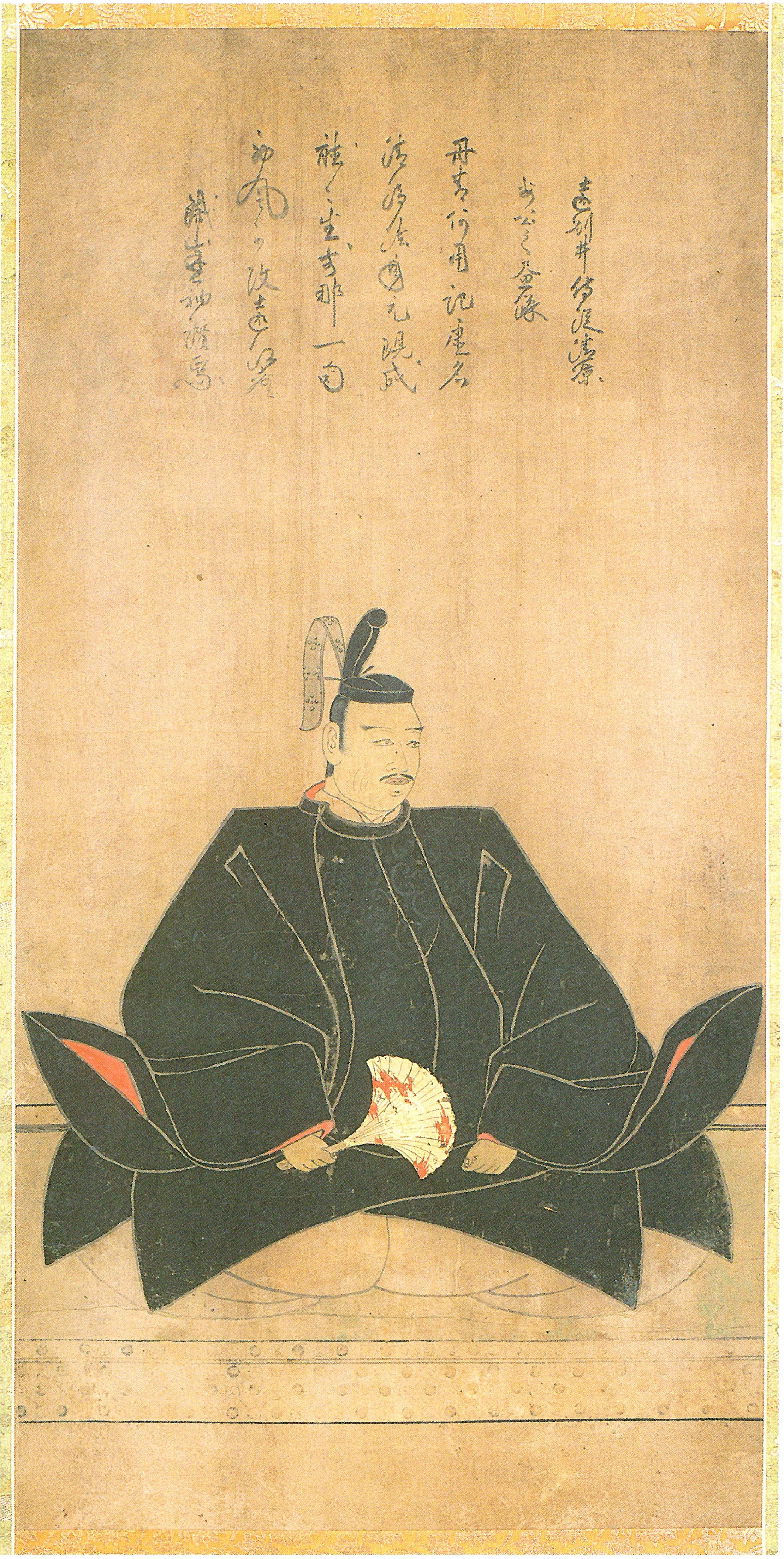
井伊直政 （1561年 - 1602年）